# Любиково
Любиково — деревня в составе муниципального образования город Алексин Тульской области России.

## География
Деревня находится в северо-западной части Тульской области, в пределах северо-восточного склона Среднерусской возвышенности, в подзоне широколиственных лесов, на левом берегу реки Вашаны, на расстоянии примерно 19 километров (по прямой) к востоку-юго-востоку (ESE) от города Алексина, административного центра округа. Абсолютная высота — 190 метров над уровнем моря.
Климат
Климат характеризуется как умеренно континентальный, с ярко выраженными сезонами года. Средняя температура воздуха летнего периода — 16 — 20 °C (абсолютный максимум — 38 °С); зимнего периода — −5 — −12 °C (абсолютный минимум — −46 °С). Снежный покров держится в среднем 130—145 дней в году. Среднегодовое количество осадков — 650—730 мм.
Часовой пояс
Деревня Любиково, как и вся Тульская область, находится в часовой зоне МСК (московское время). Смещение применяемого времени относительно UTC составляет +3:00.

## Население
| 1859 | 2002 | 2010 |
| ---- | ---- | ---- |
| 232  | ↘12  | ↘6   |

Половой состав
По данным Всероссийской переписи населения 2010 года в гендерной структуре населения мужчины составляли 66,7 %, женщины — соответственно 33,3 %.
Национальный состав
Согласно результатам переписи 2002 года, в национальной структуре населения русские составляли 92 % из 12 чел.

## История
В конце XVII века сельцом Любиково владели князь Михаил Михайлович Щербатов и княгиня Наталья Ивановна Щербатова.

### Успенская церковь
Возникновение прихода и время построения в нём храма в честь по документам неизвестно. Сохранились сведения, что деревянный храм в честь Успения Божией Матери в Любиково, построен на средства генерал-лейтенанта Сумарокова. В состав прихода креме села входили деревни: Слободка, Железня и Разиньково. Имелось церковной земли: усадебной - 2 десятины, полевой - 33 десятины.
В 1877 году храм приписан к храму села Богородицкое.